# Minonymphites orthophlebes
Minonymphites orthophlebes là một loài côn trùng trong họ Nymphitidae thuộc bộ Neuroptera. Loài này được Hong miêu tả năm 1980.